# جي ميلز جودلوي
جي ميلز جودلوي (بالإنجليزية: J. Mills Goodloe)‏ هو كاتب سيناريو ومخرج وممثل أمريكي، ولد في 15 نوفمبر 1971 بفورت لاودردال في الولايات المتحدة.

## أعمال

### أفلام
- (1995) القتلة[4]
- (1997) نظرية المؤامرة[5]
- (2015) عصر أدالين[6][7]
- (2017) الجبل بيننا[8]
- (2017) كل شيء، كل شيء[9]

## وصلات خارجية
- جي ميلز جودلوي على موقع IMDb (الإنجليزية)
- جي ميلز جودلوي على موقع ألو سيني (الفرنسية)
- جي ميلز جودلوي على موقع أول موفي (الإنجليزية)
- جي ميلز جودلوي على موقع قاعدة بيانات الأفلام السويدية (السويدية)
- جي ميلز جودلوي على موقع قاعدة بيانات الفيلم (الإنجليزية)
- جي ميلز جودلوي على موقع كينوبويسك (الروسية)